# Otomys lacustris
Otomys lacustris és una espècie de mamífer rosegador de la família dels múrids. Viu a altituds d'entre 1.400 i 2.300 msnm a Kenya, Malawi, Tanzània i Zàmbia. Els seus hàbitats naturals són els herbassars i aiguamolls montans. Està amenaçat pels incendis forestals provocats pels agricultors i els caçadors furtius, així com el sobrepasturatge.